# The Great Gama
The Great Gama, pseudonimo di Mian Ghulam Muhammad (غلام محمد) (Amritsar, 22 maggio 1878 – Lahore, 23 maggio 1960), è stato un wrestler e strongman pakistano.

## Biografia

### L'infanzia
Mian Ghulam Muhammad nacque nel 1878 nel Punjab occidentale, all'epoca una regione dell'India, in una famiglia di grande tradizione nella lotta libera. Il padre Aziz Pehelwan era anch'esso un lottatore come il fratello minore Imam Bux. Essendo di genia Kashmiri, e facendo quindi parte di una lunga tradizione di lottatori di grande valore, iniziò fin da piccolo a dedicarsi alla lotta, sport di grande popolarità in India, dove la tecnica raffinata e le abilità degli atleti sono tenute in grande considerazione. Alla morte del padre, venne inizialmente affidato alle cure del Maharaja di Daita.

### Il wrestling
All'età di vent'anni, con il nome di Great Gama e il soprannome di Leone del Punjab, mise a frutto i durissimi allenamenti che ne avevano temprato il fisico piccolo ma robustissimo: 1,68 cm per 100 kg di peso. Nella sua scalata al titolo di Campione Assoluto dell'India, che conquistò prima di compiere i trent'anni, era sicuramente motivato dagli esempi dei grandi lottatori indiani che lo avevano preceduto e le cui gesta assumevano spesso toni da leggenda popolare. Campioni come Sadika, il gigante gentile che uccise con un singolo pugno il mulo che aveva ferito suo fratello, o come Kikkan Singh, che si diceva avesse sradicato un albero d'acacia a mani nude. O ancora come Ghulam Mohiuddin, l'uomo che sconfisse Singh e che nel 1900 viaggiò fino a Parigi per affrontare il terribile Cour-Derelli detto il Turco, sconfiggendolo davanti a un pubblico esterrefatto.
Ghulam morì di colera al ritorno dall'Europa, ma il suo allievo migliore, Rahim Bux Sultaniwala, fu un duro avversario per The Great Gama. I tre incontri che videro questi due campioni affrontarsi sulla terra battuta, che faceva da ring nella tradizione della lotta indiana, finirono tutti in pareggio dopo due, o anche tre ore di combattimento ininterrotto. Furono tra i suoi pochi incontri (pare ne abbia disputati circa cinquemila) a non terminare con una sua vittoria.
In questo, pare non avesse rivali. Conosciuto anche con il nome di Gama Pahalwan (گاما پھلوان), quando arrivò a Londra nel 1910 per partecipare al Torneo dei Campioni, non fu ammesso per via della sua stazza decisamente inferiore ai giganti occidentali. Non si perse d'animo e affittò una palestra dove affrontò e batté dodici lottatori al giorno, per un totale di duecento. Non ci sono conferme di tutto questo, e potrebbe trattarsi di una delle tante leggende che circondano personaggi come lui, ma di certo ci fu la bruciante sconfitta che l'americano Doc Benjamin Roller, capace nel 1906 di pareggiare contro il grande campione americano Karl Gotch, subì per mano di Great Gama in meno di quindici minuti, quando venne schienato per due round consecutivi. La stessa sorte toccò al francese Maurice Deriaz, allo svizzero Johann Lemm, campione europeo, e allo svedese Jesse Petersen, campione mondiale. Il 15 ottobre 1910 vinse la versione indiana del titolo mondiale dei pesi massimi di wrestling.

### Il campione
La stampa europea iniziò quindi a scrivere di come il grande greco-romanista polacco Stanislaus Zbyszko avesse paura di affrontare il Leone del Punjab. Zbyszko mise tutti a tacere e lo affrontò, ma davanti alla tecnica e alla tenacia del campione dell'India, non fece altro che lottare per 2 ore e 34 minuti, ponendo fine al match con un pareggio. Great Gama, si dice, lasciò l'arena frustrato da un risultato che Zbyszko aveva ottenuto usando una tecnica di difesa che sfruttava esclusivamente il suo maggiore peso corporeo, attaccando solo in un paio di occasioni. Al rematch fissato per il sabato successivo, Zbyszko non si presentò e Great Gama venne dichiarato vincitore, aggiudicandosi così la cintura del John Bull Championship.
Al suo ritorno in India, venne accolto come un eroe e si guadagnò la protezione del Maharaja di Patiala. Nel novembre 1910, affrontò per l'ultima volta il suo avversario di sempre, Rahim, sconfiggendolo per l'abbandono di quest'ultimo dopo 45 minuti di lotta intensissima. Molti altri provarono a conquistarsi onore e fama affrontandolo, ma nessuno riuscì mai a batterlo, e passò agli annali indiani senza mai subire sconfitte, l'unico lottatore a raggiungere un tale risultato insieme al leggendario Ghulam.
Un aspetto particolare dell'ultima fase della sua lunga carriera ricorda poi, in modo quasi surreale, i videogames: per poter affrontare il Leone del Panjab, infatti, pare che gli sfidanti dovessero prima sconfiggere suo fratello Imam Bux. Impresa tutt'altro che semplice, dato che anche Imam era un lottatore di prim'ordine che aveva subito una sola sconfitta nel corso della sua intera carriera professionistica.
Durante un incontro che ebbe luogo in India nel 1928, ebbe l'occasione di prendersi una rivincita contro Stanislaus Zbyszko. Zbyszko era ancora estremamente popolare in tutto il mondo, ma davanti al campione del Punjab venne sconfitto in soli 49 secondi: c'è chi dice siano stati solo 21 o, addirittura, 10. Nessun altro occidentale raccolse le sfide che fece pervenire ai campioni mondiali in carica e, così, il Grande Leone si ritirò imbattuto verso la metà degli anni trenta dopo aver accumulato un'enorme fortuna. Imbattuto in una carriera durata più di cinquant'anni, è considerato uno dei più grandi pahalwan (wrestler musulmani) di sempre.

### Il ritiro
Nel 1947, durante la sanguinosa partizione dell'India, Gama, che era musulmano, fuggì nel neonato Pakistan, con il fratello Imam (campione indiano) e il nipote Bhollu, da lui allenato e avviato alla nobile arte della lotta, che diventerà campione del Pakistan conservando tale titolo per circa vent'anni. In Pakistan, però, la sua fortuna cambiò in modo brusco. Lo stato gli donò un appezzamento di terreno ma non gli passò alcun tipo di pensione: come lottatore dello stato di Patiala, percepì all'epoca lo stellare compenso mensile di 300 dollari. Ridotto in miseria, fu costretto a vendere la maggior parte dei suoi trofei in oro e argento per avere di che vivere. Delle sette grandi mazze ornamentali che ricevette come premio per altrettante importanti vittorie, solo una era ancora in suo possesso quando morì.

### La morte
Morì il 23 maggio 1960, all'età di 82 anni, dopo un lungo periodo di malattia. Venne sepolto a Lahore, la Città dei Guerrieri.

## Nella cultura di massa
- Il 6 febbraio 2014 venne annunciato che l'attore John Abraham avrebbe interpretato il ruolo di The Great Gama in un film biografico sul wrestler diretto da Parmeet Sethi.[5]
- The Great Gama ispirò l'aspetto del personaggio Darun Mister nella serie di videogiochi Street Fighter EX, e appare come personaggio nel videogioco Shadow Hearts: Covenant.
- Compare nella serie manga e anime L'Uomo Tigre, creata da Ikki Kajiwara.

## Influenze
Bruce Lee era un assiduo sostenitore dei metodi di allenamento di Gama, tanto che lesse articoli che parlavano di Gama e di come egli svolgesse gli esercizi per forgiare la sua leggendaria forza fisica; incorporò i dettami di Gama nella sua metodologia d'allenamento.

## Personaggio

### Soprannomi
- "The Lion of the Punjabi"

## Titoli e riconoscimenti
- Professional Wrestling Hall of Fame
  - Classe del 2015[7]